# 亚洲社会民主主义网络
亚洲社会民主主义网络（英語：Network of Social Democracy in Asia），常简称亚洲社民网络（Socdem Asia），是亚洲社会民主主义政党的联合体，成立于2009年，总部位于菲律宾奎松市。该组织是进步联盟的附属组织。

## 正式成员
- 民主劳动党
- 蒙古 蒙古人民党
- 菲律賓 互助公民行动党
- 泰國 人民党
- 緬甸 新社会民主党
- 緬甸 掸族民主联盟
- 马来西亚 民主行动党
- 印度尼西亞 印度尼西亚斗争民主党
- 印度尼西亞 国民民主党
- 东帝汶 东帝汶独立革命阵线
- 尼泊尔 尼泊尔大会党

## 观察员党
- 印度 印度国民大会党
- 印度 达罗毗荼进步联盟
- 印度 民族人民党
- 澳大利亚工党
- 新西兰 新西兰工党

## 前正式成员
- 泰國 普通人党（英语：Commoners' Party (Thailand)）